# Theoderich von Basel
Theoderich († 29. Dezember 1056) war Bischof in Basel.
Theoderich war von 1038 bis 1040 Kanzler unter Kaiser Konrad II. und König Heinrich III. 1041 wird er erstmals urkundlich als Bischof von Basel erwähnt. 1049 erwirkte er die Bestätigung aller Besitzungen der Basler Kirche durch Papst Leo IX.